# Marcus und Meister Müller
Marcus und Meister Müller (französisch Marc Lebut (et son voisin)) ist eine belgische Comicserie von Autor Maurice Tillieux und Zeichner Francis Bertrand. Sie wurde in Deutschland im Kauka-Verlag sowie im Verlag Schreiber & Leser veröffentlicht.

## Veröffentlichung
Die Abenteuer von Marcus und Meister Müller wurden in Deutschland in den Jahren 1970 bis 1976 in den Taschenbüchern FF Extra, dem Comicmagazin Primo und diversen Fix-und-Foxi-Jahrbüchern abgedruckt. In den Geschichten bei Schreiber & Leser wurden die Figuren "Jupp Heister und Herr Jemine" genannt; sie erschienen dort zwischen 1987 und 1991 in einer eigenen Albenreihe.

## Inhalt
Die beiden Titelfiguren sind in den Funny-Comics stets als Gegner anzutreffen: Der jugendliche und pfiffige Marcus steht dabei im krassen Gegensatz zu dem bürgerlichen Meister Müller, der alle abstrusen Situationen stets ausbaden muss. In den meisten Abenteuern sind die beiden Nachbarn mit dem Schnauferl Lizzy, einem Oldtimer aus der Reihe Ford Modell T, unterwegs.